# Manau
Manau je francouzská hudební skupina založená roku 1998. Ve svých písních míchá tradiční keltské melodie s moderními hiphopovými beaty. Původními členy skupiny byli Martial Tricoche, Cédric Soubiron a R. V. (Hervé) Lardic.Ten Manau po čase opustil a nahradil ho Gregor Gandon. Ačkoliv skupina v současné době sídlí v Paříži, všichni její členové se hrdě hlásí k rodné Bretani. Jméno skupiny pochází ze starého galského názvu pro ostrov Man.
V Česku poprvé vystoupili v roce 2006 na SázavaFestu.

## Historie skupiny

### Začátky
V roce 1988 začali Martial a Cédric účinkovat v rádiové show na lokální stanici FM. Martial pořad uváděl a Cédric pracoval jako DJ. Show se vysílala dva roky a pomohla jim vybudovat si stálou základnu fanoušků. Když pořad skončil, Cédric získal práci na populární stanici Skyrock.
O několik let později potkal Cédric R.V., který přišel do Skyrocku, aby živě vystoupil se svojí skupinou Meanwhile. Právě ukončil sedmileté studium na prestižní Paris Conservatoire a uměl hrát na kytaru, basovou kytaru, akordeon a klávesy. Cédric a R.V. si padli okamžitě do oka a začali společně uvažovat o založení skupiny.
Mezitím si Martial vybudoval kariéru jako skladatel. Díky jednomu z přátel svého bratra poznal krásy keltské kultury a okamžitě se jimi nechal strhnout. Začal objevovat hudbu bretaňských folkových zpěváků, jako jsou Dan Ar Braz, Yann-Fanch Kemener nebo skupina Tri Yann. Jeho první písně byly rovněž ovlivněny románem Jeana Markala L´épopée Celte, v němž autor barvitě popisuje starověké keltské lidové umění a život druidů a keltských válečníků.

### Vznik skupiny
Krátce po svém seznámení se Cédric a R.V. dali dohromady ještě s Martialem a vytvořili Manau. Ihned se pustili do práce a unikátně skloubili keltské rytmy s rapovými beaty. Jedna z jejich demo nahrávek se dostala až na stůl kreativního ředitele nahrávací společnosti Polydor. Na toho zapůsobila mimořádná originalita jejich hudby natolik, že jim okamžitě nabídl smlouvu na první singl.
Skupina začala pracovat na písni La Tribu de Dana, která vyšla v květnu 1998. Rychle se vyhoupla až na vrchol hitparád a do dnešního dne se jí prodalo neuvěřitelných 1,7 miliónů kopií, z toho 1,5 miliónů v prvních měsících po jejím vydání. „La tribu de Dana“ v překladu znamená „kmen Dany“, což je název božského národa v irské mytologii. Ačkoliv zněla tato píseň velmi moderně, starším posluchačům připadala povědomá. Refrén písně byl totiž cover verzí melodické linky slavného folkového hitu ze sedmdesátých let Tri Martolod zpěváka Alana Stivella. Ten podal na skupinu okamžitě žalobu. Manau se hájili tím, že jeho píseň představovala jen základní linku, která byla pozměněna natolik, že se již nedala považovat za plagiát.

### První album
Úspěch prvního singlu povzbudil obchodní ředitele Polydoru, kteří požádali Manau, aby natočili debutovou desku. Ačkoliv byla doba, kterou na nahrávání dostali, mimořádně krátká, pustili se ihned do práce. Na pomoc si přizvali Loïca Taillebresta, známého folkového hudebníka, který je proslulý svými vystoupeními s bombarde a dudami.
Své debutové album Panique celtique dokončili po pouhých pár týdnech strávených v nahrávacím studiu. Album vyšlo v červenci 1998 a podle očekávání se vyhouplo na vrchol francouzské albové hitparády. Téměř ihned po jeho vydání se ho prodalo přes 500 tisíc nosičů a o rok později už to byl jeden milion.
Popularita Manau mnohonásobně narostla. Brzy začali být zváni na různé hudební festivaly včetně slavného festivalu Francofolies v la Rochelle a každoročního hudebního festivalu v Marseilles. Také společně vystoupili s francouzskou legendární folkovou skupinou Tri Yann na festivalu Saint-Renan v Bretani.

### Změny
Začátkem roku 1999 se skupina vydala na velké turné po celé Francii, uprostřed něhož obdržela cenu v soutěži Victoires de la Musique (Francouzské hudební ceny), která se pořádá každým rokem v únoru v Paříži, za nejlepší rap/groove album roku. Krátce nato se Hervé rozhodl Manau opustit a věnovat se své staré kapele MeanWhile.
Z úspěšného tria pokořujícího vrcholky hitparád se stalo úspěšné duo. To však fanouškům nijak nevadilo a nadále Martiala a Cédrica na koncertech hlasitě podporovali.

### Další album
Manau se znovu přihlásili o slovo na podzim roku 2000 se svým druhým albem nazvaným Fest Noz de Paname. Rok strávili v nahrávacím studiu a zdokonalovali svůj zvuk. Po osmi měsících, které strávili prakticky bez přestávky koncertováním, jejich zvuk výrazně vyzrál. Odklonili se od svého „keltského rapu“, který je proslavil, a začali experimentovat s novými žánry a spolupracovat s dalšími umělci. Jejich nové album obsahuje dva duety – jeden s Maurane a druhý s americkou jazzovou zpěvačkou Dee Dee Bridgewater.

## Složení skupiny
- Martial Tricoche – hudba, texty, zpěv, leader
- Cédric Soubiron – hudba, zpěv, DJ
- RV Lardic – hudba, zpěv, basová kytara, akordeon, kytara, klavír, klávesy
- Grégor Gandon – hudba, housle
- Loïc Taillebrest – dudy, bombarde
- Laurent Vernerey – kontrabas, basová kytara
- Manu Vergeade – kytara
- Anne Mispelter – harfa
- Eric Mula – trubka
- Anne-Gaëlle Bisquay – violoncello
- Elsa Kalfoglou, Pierre Aulas, John Maro Doucoré, Corbett, Iakovos Pappas, Bertrand Ricq, Paul Eric Toussaint – sbor

## Diskografie

### Alba
- 1998 – Panique Celtique
- 2000 – Fest Noz de Paname
- 2005 – On peut tous rêver
- 2007 – Best of

### Singly
- 1998 – „La Tribu de Dana“